# Cârlogani
Cârlogani is een Roemeense gemeente in het district Olt.
Cârlogani telt 2815 inwoners.